# SPair-Flug 3601
Der SPair-Flug 3601 (Flugnummer: PAR3601) war ein interkontinentaler Charter-Frachtflug der SPair vom Flughafen Jekaterinburg zu einem unbekannten Ziel in Afrika mit einer Reihe von planmäßigen Zwischenstopps, unter anderem auf dem Flughafen Belgrad und dem Flughafen Malta. Am 19. August 1996 stürzte die Maschine nach Ausfall der Bordelektrik beim Versuch einer Notlandung 800 Meter vor der Landebahn des Flughafens Belgrad ab, wobei alle 11 Insassen ums Leben kamen.

## Maschine
Das Flugzeug war eine 1978 gebaute Iljuschin Il-76T mit der Werknummer 083414451 und der Modellseriennummer 12-03. Die Maschine wurde am 23. November 1978 mit dem Luftfahrzeugkennzeichen CCCP-76513 an die Aeroflot erstausgeliefert. Im September 1993 übernahm die SPair die Maschine und ließ sie mit dem neuen Kennzeichen RA-76513 zu. Das vierstrahlige Transportflugzeug war mit vier Mantelstromtriebwerken des Typs Solowjow D-30KP Serie 2 ausgestattet. 

## Insassen und Fracht
An Bord der Maschine befanden sich acht Besatzungsmitglieder und drei Lademeister, die als Passagiere mitflogen. Sämtliche Insassen verfügten über die russische Staatsangehörigkeit. Flugkapitän war Wladimir Starikow, Erster Offizier Wladimir Barsenow. Die Fracht bestand gemäß den Flugunterlagen aus einer Ladung Reifen. Gemäß einem Bericht der New York Times sollte mit der Maschine dagegen ein illegaler Waffentransport nach Libyen durchgeführt werden, um Sanktionen der Vereinten Nationen, die infolge des Lockerbie-Anschlags verhängt worden waren, zu umgehen.

## Unfallhergang
Die Maschine befand sich auf einem Frachtflug von Jekaterinburg nach Libyen, wobei unterwegs mehrere Zwischenstopps vorgesehen waren. Der Start zu dem Nachtflug erfolgte am Abend des 18. August. Einer der Zwischenstopps auf dem Flughafen Belgrad diente der Betankung und technischen Überprüfung. Die Maschine sollte um 23:00 Uhr zum Weiterflug nach Malta abheben, doch als die Triebwerke gestartet wurden, versagte die gesamte elektrische Anlage. Die elektrische Fehlfunktion wurde repariert und die Maschine hob um 00:10 Uhr ab. Nur zehn Minuten nach dem Start, als die Maschine Valjevo überflog, versagte die elektrische Anlage, nachdem die Batterien völlig entladen waren. Die Besatzung kehrte nach Belgrad um und flog in der Dunkelheit zwei Stunden lang Platzrunden und unternahm unter den schwierigen vorherrschenden Wetterbedingungen – der Himmel war zum Unfallzeitpunkt dicht bewölkt – mehrere erfolglose Versuche, zum Flughafen umzukehren und dort notzulanden. Augenzeugen, die die Maschine zu dieser Zeit am Himmel sichteten, gaben an, sie wäre gänzlich unbeleuchtet gewesen. Aufgrund des Totalausfalls der Elektrik konnten die Piloten die Landebahn nur im Sichtflug anfliegen. Gegen 01:30 Uhr kreiste sie in sehr niedriger Höhe über Novi Belgrad. Um 03:14 Uhr wurde mit der Maschine eine 180-Grad-Kurve für einen Anflug auf Landebahn 12 auf einem Kurs von 121 Grad geflogen. Schließlich stürzte die unbeleuchtete Maschine um 03:16 Uhr in ein 800 Meter von der Landebahn entferntes Maisfeld und geriet in Brand, wobei alle elf Insassen getötet wurden. Augenzeugen zufolge hätten sich nach dem Absturz an der Absturzstelle eine Reihe weiterer Explosionen ereignet.

## Ursache
Bei dem Zwischenstopp auf dem Flughafen Belgrad habe die Besatzung vergessen, nach dem Starten der Triebwerke den Spannungswandler (VU-6A) einzuschalten, sodass die 27-Volt-Anlage weiter Strom über die Batterien erhielt. Nach dem Start entluden sich die Batterien, wodurch die Bordelektronik ohne Strom verblieb. 